# Monety obiegowe III Rzeczypospolitej
Monety obiegowe III Rzeczypospolitej – monety obiegowe emitowane przez Narodowy Bank Polski od 1990 r. z umieszczoną na awersie nazwą państwa „Rzeczpospolita Polska” oraz godłem w postaci orła w koronie.
Na początku lat 90. XX w. w Polsce panowała wysoka inflacja, wobec czego bank centralny emitował coraz to wyższe nominały zarówno monet, jak i banknotów.
1 stycznia 1995 r., na podstawie ustawy z 7 lipca 1994 r., przeprowadzono denominację złotego. Nowy polski złoty (PLN) równał się 10 000 starych złotych. Monety przeddenominacyjne, zarówno te z nazwą państwa Polska Rzeczpospolita Ludowa, jak i Rzeczpospolita Polska, wycofano z obiegu już 1 stycznia 1995 r, banknoty zaś sukcesywnie zastępowano nowymi znakami pieniężnymi.
Stare pieniądze można było wymieniać w kasach NBP do 31 grudnia 2010 r.

## Okres przed denominacją
W 1990 r. na nowo emitowanych monetach zmieniono godło i nazwę państwa, wprowadzając obiegowe 50- i 100-złotówkę oraz okolicznościowe monety upamiętniające 10. rocznicę powstania związku zawodowego Solidarność.

### Monety powszechnego obiegu
W okresie przeddenominacyjnym (1990–1994) wybito i wprowadzono tylko dwie monety powszechnego obiegu:
| Lp. | Nominał     | Rok emisji | Metal         | Średnica (mm) | Masa (g) | Rant   | Nakład (sztuk) |
| --- | ----------- | ---------- | ------------- | ------------- | -------- | ------ | -------------- |
| 1   | 50 złotych  | 1990       | miedzionikiel | 26            | 6,80     | gładki | 28 707 000     |
| 2   | 100 złotych | 1990       | miedzionikiel | 28            | 7,68     | gładki | 37 341 000     |

W roku 1990 wybito również monety: 1, 2, 5, 10 i 20 złotych z nazwą państwa „POLSKA RZECZPOSPOLITA LUDOWA” i godłem w postaci orła bez korony – były to jednak kontynuacje wzorów monet powszechnego obiegu PRL, wprowadzonych 28 grudnia 1988 r.

### Monety okolicznościowe
W latach 1990–1994 wprowadzono 12 monet okolicznościowych o nominałach 10 000, 20 000 i 100 000 złotych. Były to:
| Lp. | Nominał         | Rok emisji | Temat                                         | Metal          | Średnica (mm) | Masa (g) | Rant      | Nakład (sztuk) |
| --- | --------------- | ---------- | --------------------------------------------- | -------------- | ------------- | -------- | --------- | -------------- |
| 1   | 10 000 złotych  | 1990       | Solidarność 1980–1990                         | miedzionikiel  | 29,5          | 10,80    | ząbkowany | 15 164 010     |
| 2   | 100 000 złotych | 1990       | Solidarność 1980–1990                         | srebro (Ag999) | 39,0          | 31,10    | gładki    | 500 000        |
| 3   | 10 000 złotych  | 1991       | 200. rocznica ustanowienia Konstytucji 3 maja | żelazonikiel   | 29,5          | 9,47     | ząbkowany | 2 604 601      |
| 4   | 10 000 złotych  | 1992       | Władysław III Warneńczyk                      | miedzionikiel  | 29,5          | 10,80    | ząbkowany | 2 500 000      |
| 5   | 20 000 złotych  | 1993       | Zamek w Łańcucie                              | miedzionikiel  | 29,5          | 10,80    | ząbkowany | 500 000        |
| 6   | 20 000 złotych  | 1993       | Jaskółki                                      | miedzionikiel  | 29,5          | 10,80    | ząbkowany | 520 000        |
| 7   | 20 000 złotych  | 1993       | Kazimierz IV Jagiellończyk                    | miedzionikiel  | 29,5          | 10,80    | ząbkowany | 1 500 000      |
| 8   | 20 000 złotych  | 1993       | Lillehammer 1994                              | miedzionikiel  | 29,5          | 10,80    | ząbkowany | 988 000        |
| 9   | 20 000 złotych  | 1994       | 75 lat Związku Inwalidów Wojennych RP         | miedzionikiel  | 29,5          | 10,80    | ząbkowany | 76 000         |
| 10  | 20 000 złotych  | 1994       | Zygmunt I Stary                               | miedzionikiel  | 29,5          | 10,80    | ząbkowany | 1 500 000      |
| 11  | 20 000 złotych  | 1994       | Otwarcie nowego gmachu Mennicy Państwowej     | miedzionikiel  | 29,5          | 10,80    | ząbkowany | 252 000        |
| 12  | 20 000 złotych  | 1994       | 200. rocznica powstania kościuszkowskiego     | miedzionikiel  | 29,5          | 10,80    | ząbkowany | 100 000        |

W roku 1990, 25 czerwca, do obiegu wprowadzono okolicznościową 500-złotówkę z Władysławem II Jagiełłą, na której wybite były:
- rok 1989,
- nazwa państwa „POLSKA RZECZPOSPOLITA LUDOWA” i
- godło w postaci orła bez korony[11].

Moneta ta w katalogach zaliczana jest jednak do okresu PRL.

## Okres po denominacji
W wyniku przeprowadzonej denominacji, 1 stycznia 1995 r. w powszechnym obiegu pojawiło się 9 nominałów monet: 1, 2, 5, 10, 20 i 50 groszy oraz 1, 2 i 5 złotych. Od 1995 r. w srebrze lub złocie bite są również monety kolekcjonerskie, rozprowadzane jednak na rynku po cenach wyższych niż ich nominał.

### Monety powszechnego obiegu
Na awersach monet w centralnej części znajduje się godło – orzeł w koronie, dookoła w otoku napis „Rzeczpospolita Polska”, poniżej orła umieszczany jest rok bicia. Na rewersach widnieją oznaczenia nominałów z symbolicznie przedstawionymi elementami roślinnymi. Autorami projektów monet wprowadzonych do obiegu 1 stycznia 1995 r. są:
- awersu 1, 2, 5,10, 20, 50 groszy oraz 1 złoty – Stanisława Wątróbska-Frindt
- rewersu 1, 2, 5, 10, 20, 50 groszy oraz 1 złoty – Ewa Tyc-Karpińska,
- nominałów 2 i 5 złotych – Ewa Tyc-Karpińska.

W latach 2013–2017 zmieniono rysunek awersu nominałów od 1 grosza do 1 złotego. Autorem nowego wzoru głównej strony monet jest Sebastian Mikołajczak.
Monety bimetaliczne – 2 i 5 złotych – bite są na krążkach składających się rdzenia otoczonego pierścieniem. W przypadku monety 2 złote rdzeń jest wykonany z miedzioniklu, a pierścień – ze stopu brązu z aluminium. W przypadku monety 5-złotowej stopy rdzenia i pierścienia zamieniono.
Monety o nominałach 1, 2 i 5 groszy bito z mosiądzu manganowego do 2014 r., potem zmieniono materiał na stal powlekaną mosiądzem.
2 stycznia 2020 r. Narodowy Bank Polski wprowadził do powszechnego obiegu monety:
- 10 groszy,
- 20 groszy,
- 50 groszy i
- 1 złoty

ze stali pokrytej miedzią i niklem, bez zmiany wzorów awersu i rewersu, parametrów metrologicznych i typu rantu w porównaniu z wzorami z 2017 r.
1 września 2021 r. w kasach NBP udostępniono monety: 10, 20, 50 groszy oraz 1 złoty rocznika 2019 wybite w stali pokrytej miedzią i niklem, a nie w miedzioniklu, jaki był wykorzystany do emisji tych nominałów zarówno tego rocznika, jak i roczników wcześniejszych.
Rodzaj wykorzystanego materiału oraz parametry metrologiczne i typy rantu monet przedstawiono w tabeli:
| Lp. | Nominał   | Materiał                                                 | Średnica (mm)                                    | Masa (g) | Rant                           |
| --- | --------- | -------------------------------------------------------- | ------------------------------------------------ | -------- | ------------------------------ |
| 1   | 1 grosz   | stal powlekana mosiądzem / mosiądz manganowy (MM59)      | 15,50                                            | 1,64     | ząbkowany                      |
| 2   | 2 grosze  | stal powlekana mosiądzem / mosiądz manganowy (MM59)      | 17,50                                            | 2,13     | gładki                         |
| 3   | 5 groszy  | stal powlekana mosiądzem / mosiądz manganowy (MM59)      | 19,48 (stal powlekana) 19,50 (mosiądz manganowy) | 2,59     | na przemian gładki i ząbkowany |
| 4   | 10 groszy | stal pokryta miedzią i niklem / miedzionikiel (MN25)     | 16,50                                            | 2,51     | na przemian gładki i ząbkowany |
| 5   | 20 groszy | stal pokryta miedzią i niklem / miedzionikiel (MN25)     | 18,50                                            | 3,22     | ząbkowany                      |
| 6   | 50 groszy | stal pokryta miedzią i niklem / miedzionikiel (MN25)     | 20,50                                            | 3,94     | ząbkowany                      |
| 7   | 1 złoty   | stal pokryta miedzią i niklem / miedzionikiel (MN25)     | 23,00                                            | 5,00     | na przemian gładki i ząbkowany |
| 8   | 2 złote   | rdzeń: miedzionikiel (MN25) pierścień: brązal (CuAl6Ni2) | 21,50 (rdzeń: 12,00)                             | 5,21     | gładki                         |
| 9   | 5 złotych | rdzeń: brązal (CuAl6Ni2) pierścień: miedzionikiel (MN25) | 24,00 (rdzeń: 16,00)                             | 6,54     | moletowany nieregularnie       |

#### Nakłady
W tabeli zebrano nakłady w sztukach poszczególnych nominałów:
| Rok  | 1 grosz        | 2 grosze       | 5 groszy      | 10 groszy      | 20 groszy     | 50 groszy     | 1 złoty       | 2 złote     | 5 złotych   |
| ---- | -------------- | -------------- | ------------- | -------------- | ------------- | ------------- | ------------- | ----------- | ----------- |
| 1990 | 29 140 000     | 34 400 000     | 70 240 000    | 43 055 000     | 25 100 000    | 29 152 000    | 20 240 000    | –           | –           |
| 1991 | 79 000 000     | 97 410 000     | 171 040 000   | 123 164 300    | 75 400 000    | 99 120 000    | 60 080 000    | –           | –           |
| 1992 | 362 000 000    | 157 000 003    | 103 784 000   | 210 005 000    | 106 100 001   | 116 000 000   | 102 240 000   | –           | –           |
| 1993 | 80 780 000     | –              | 20 280 101    | 80 240 008     | –             | –             | 20 904 000    | –           | –           |
| 1994 | –              | –              | –             | –              | –             | –             | 69 956 000    | 79 644 000  | 112 896 033 |
| 1995 | 102 280 109    | –              | –             | –              | –             | 101 600 113   | 99 740 122    | 122 880 020 | –           |
| 1996 | –              | –              | –             | –              | 29 745 000    | –             | –             | –           | 52 940 003  |
| 1997 | 103 080 002    | 92 400 002     | –             | –              | 59 755 000    | –             | –             | –           | –           |
| 1998 | 257 640 003    | 154 840 050    | 93 472 002    | 62 695 000     | 52 500 000    | –             | –             | –           | –           |
| 1999 | 203 970 000    | 187 900 000    | 99 024 000    | 47 040 000     | 25 985 000    | –             | –             | –           | –           |
| 2000 | 210 100 000    | 94 500 000     | 75 600 000    | 104 060 000    | 52 135 000    | –             | –             | –           | –           |
| 2001 | 210 000 020    | 84 000 000     | 67 368 000    | 62 820 000     | 41 980 001    | –             | –             | –           | –           |
| 2002 | 240 000 000    | 83 910 000     | 67 200 000    | 10 500 000     | 10 500 000    | –             | –             | –           | –           |
| 2003 | 250 000 000    | 80 000 000     | 48 000 000    | 31 500 000     | 20 400 000    | –             | –             | –           | –           |
| 2004 | 300 000 000    | 100 000 000    | 62 500 000    | 70 500 000     | 40 000 025    | –             | –             | –           | –           |
| 2005 | 375 000 000    | 163 003 250    | 113 000 000   | 94 000 000     | 37 000 025    | –             | –             | 5 000 000   | –           |
| 2006 | 184 000 000    | 105 000 000    | 54 000 000    | 40 000 000     | 35 000 000    | –             | –             | 5 000 000   | –           |
| 2007 | 330 000 000    | 160 000 000    | 116 000 000   | 100 000 000    | 68 000 000    | –             | –             | 20 000 000  | –           |
| 2008 | 316 000 000    | 172 000 000    | 107 000 000   | 103 000 000    | 91 000 000    | 13 000 000    | 5 000 000     | 15 000 000  | 5 000 000   |
| 2009 | 338 000 000    | 222 000 000    | 160 000 000   | 146 000 000    | 133 000 000   | 57 000 000    | 34 000 000    | 62 000 000  | 59 000 000  |
| 2010 | 150 000 000    | 120 000 000    | 100 000 000   | 62 000 000     | 45 000 000    | 12 000 000    | 3 000 000     | 15 000 000  | 30 000 000  |
| 2011 | 270 000 000    | 150 000 000    | 90 000 000    | 80 000 000     | 15 000 000    | 10 000 000    | –             | –           | –           |
| 2012 | 365 000 000    | 100 000 000    | 60 000 000    | 136 000 000    | 38 000 000    | 12 000 000    | 10 000 000    | –           | –           |
| 2013 | 323 000 000 MW | 150 000 000 MW | 88 000 000 MW | 142 000 000    | 36 000 000    | 30 000 000    | 21 000 000    | –           | –           |
| 2013 | 1 000 000 RM   | 1 000 000 RM   | 1 000 000 RM  | 142 000 000    | 36 000 000    | 30 000 000    | 21 000 000    | –           | –           |
| 2014 | 86 000 000 MW  | 20 000 000 MW  | 15 000 000 MW | 88 000 000     | 46 000 000    | 28 400 000    | 35 250 000    | 28 000 000  | –           |
| 2014 | 333 924 900 RM | 116 084 750 RM | 80 004 500 RM | 88 000 000     | 46 000 000    | 28 400 000    | 35 250 000    | 28 000 000  | –           |
| 2015 | 388 560 000    | 129 870 000    | 115 050 000   | 112 050 000    | 78 030 000    | 44 010 000    | 39 000 000    | 34 350 000  | 38 040 000  |
| 2016 | 266 011 103    | 142 741 600    | 120 900 100   | 116 700 000    | 69 120 000    | 28 980 000    | 29 775 000    | 35 150 000  | 35 040 000  |
| 2017 | 391 200 000    | 143 910 000    | 126 150 000   | 154 200 000    | 88 695 000    | 44 370 000    | 41 175 000    | 30 900 000  | 23 220 000  |
| 2018 | 435 840 000    | 161 850 000    | 144 600 000   | 169 800 000    | 89 100 000    | 42 030 000    | 42 000 000    | 37 425 000  | –           |
| 2019 | 413 520 000    | 167 115 000    | 116 100 000   | 128 700 000 MN | 58 320 000 MN | 54 990 000 MN | 60 750 000 MN | 27 975 000  | –           |
| 2019 | 413 520 000    | 167 115 000    | 116 100 000   | 1 000 000 Fe   | 1 000 000 Fe  | 1 000 000 Fe  | 1 000 000 Fe  | 27 975 000  | –           |
| 2020 | 400 080 000    | 161 460 000    | 135 000 000   | 170 100 000    | 94 230 000    | 41 580 000    | 42 000 000    | 33 525 000  | 6 436 000   |
| 2021 | 319 440 000    | 41 925 000     | 108 450 000   | 148 200 000    | 42 795 000    | 27 900 000    | 32 325 000    | 40 950 000  | 39 480 000  |
| 2022 | 121 920 000    | –              | 15 000 000    | 46 950 000     | 79 515 000    | 55 440 000    | 44 250 000    | 41 325 000  | 32 160 000  |
| 2023 | 338 880 000    | 110 370 000    | 128 550 000   | 157 050 000    | 91 800 000    | 59 490 000    | 23 625 000    | 30 225 000  | 43 180 000  |
| 2024 | 390 360 000    | 70 005 000     | 70 050 000    | 184 500 000    | 92 205 000    | 58 680 000    | 40 050 000    | 43 050 000  | -           |

gdzie:
- MW – Mennica Polska,
- RM – The Royal Mint,
- MN – nakład rocznika w miedzioniklu,
- Fe – nakład rocznika w stali pokrytej miedzią i niklem.

### Monety okolicznościowe
W 1995 r. Narodowy Bank Polski rozpoczął emisję okolicznościowych monet 2-złotowych, początkowo w miedzioniklu, a od 1996 do kwietnia 2014 r. w stopie nordic gold. Monety te upamiętniały m.in. ważne wydarzenia lub wybitnych Polaków. 
Od maja 2014 r. NBP rozpoczął emisję serii Odkryj Polskę monet okolicznościowych w standardzie obiegowej 5-złotówki.